# Mesodasys hexapodus
Mesodasys hexapodus är en djurart som tillhör fylumet bukhårsdjur, och som beskrevs av Chandrasekara Rao och Ganapati 1968. Mesodasys hexapodus ingår i släktet Mesodasys och familjen Lepidodasyidae.
Artens utbredningsområde är Indiska oceanen. Inga underarter finns listade i Catalogue of Life.